# Valdebebas

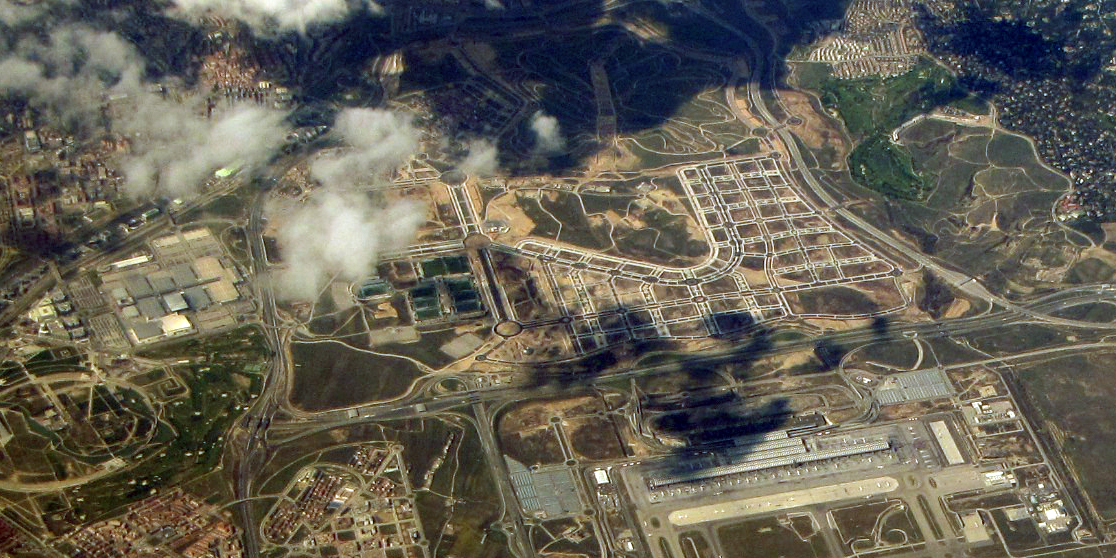
Vue aérienne du quartier de Valdebebas.

Valdebebas est une opération urbanistique et un quartier situé dans la périphérie de Madrid près de l'aéroport international de Madrid-Barajas en Espagne. Valdebebas devrait in fine accueillir 12 500 logements pour 40 000 habitants.